# Sikorsky HH-60 Pave Hawk
El Sikorsky MH-60G/HH-60G Pave Hawk es un helicóptero bimotor turboeje en servicio con la Fuerza Aérea de los Estados Unidos. Es un derivado del UH-60 Black Hawk e incorpora el programa de sistemas electrónicos PAVE de la Fuerza Aérea de los Estados Unidos. El HH-60/MH-60 es un miembro de la familia Sikorsky S-70.
La misión principal del MH-60G Pave Hawk es la inserción y recuperación de personal de Fuerzas Especiales, mientras que la misión primordial del HH-60G Pave Hawk es recuperar personal bajo condiciones hostiles, incluyendo la búsqueda y rescate en combate. Ambas versiones realizan operaciones diurnas o nocturnas en entornos hostiles. Gracias a su versatilidad, el HH-60G también puede realizar operaciones en tiempo de paz tales como búsqueda y rescate civil, evacuación aeromédica de emergencia (MEDEVAC), ayuda en desastres, ayuda internacional, y actividades antidroga.

## Diseño y desarrollo

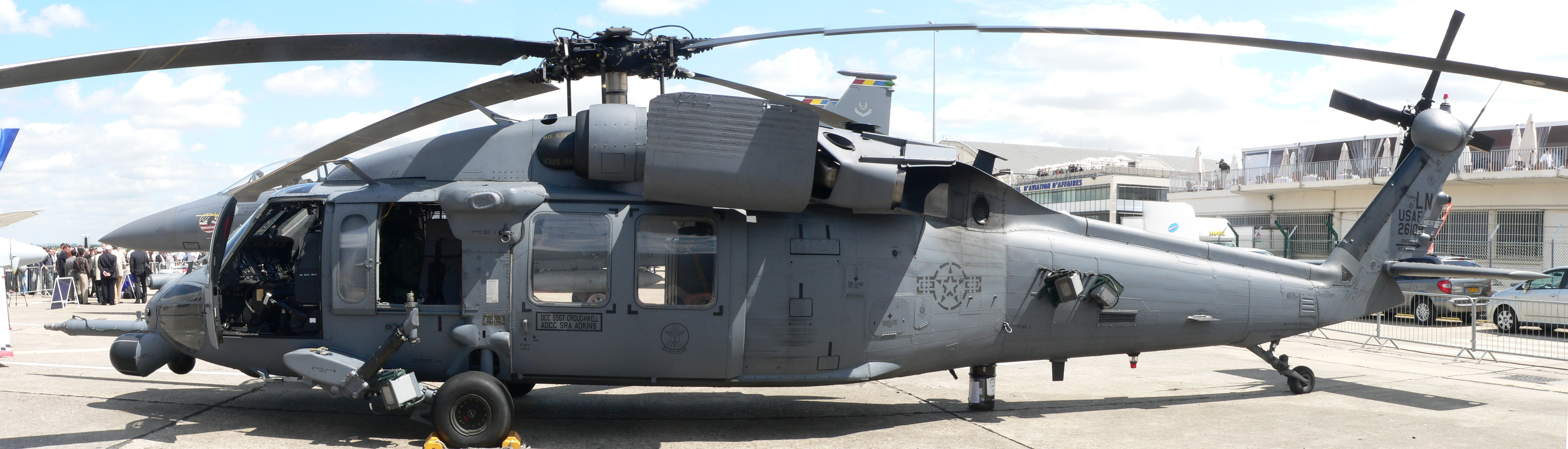
Un HH-60 en el Le Bourget de 2007.

En 1981, la Fuerza Aérea estadounidense eligió al UH-60 Black Hawk para reemplazar a sus helicópteros HH-3E Jolly Green Giant. Tras adquirir algunos UH-60, la Fuerza Aérea comenzó a mejorarlos con una sonda de reabastecimiento en vuelo y depósitos de combustible adicionales en la cabina. Las ametralladoras fueron cambiadas de las M60 de 7,62 mm a las XM218 de 12,7 mm. Estos helicópteros fueron conocidos como “Credible Hawk” y entraron en servicio en 1987.
Más tarde, Credible Hawk y nuevos UH-60A fueron mejorados y designados MH-60G Pave Hawk. Estas mejoras iban a ser realizadas en un proceso de dos etapas. Sin embargo, el presupuesto permitió que solo 16 aparatos recibieran el equipamiento de la segunda etapa. Estos helicópteros fueron destinados a Operaciones Especiales. Los restantes 82 Credible Hawk recibieron el equipamiento de mejora de la primera etapa y fueron usados para búsqueda y rescate en combate. En 1991, estos Pave Hawk de búsqueda y rescate fueron designados HH-60G.
El Pave Hawk es una versión modificada del Sikorsky UH-60 Black Hawk. Presenta un equipo de comunicaciones y navegación mejorado que incluye un sistema de navegación integrado de navegación inercial/posicionamiento global/Doppler, comunicaciones satélite, seguridad en las transmisiones, y comunicaciones Have Quick. El término PAVE proviene de Precision Avionics Vectoring Equipment (Equipamiento Vectorizado de Aviónica de Precisión).
Todos los HH-60G tienen un sistema automático de control de vuelo, luces para uso de gafas de visión nocturna y sistema FLIR que mejora mucho las operaciones nocturnas a baja cota. Adicionalmente, algunos Pave Hawk tienen un radar meteorológico a color y un sistema antihielo de motor/palas del rotor que le dan una capacidad todo tiempo al HH-60G. El equipo de misión Pave Hawk incluye una sonda de reabastecimiento en vuelo retráctil, depósitos de combustible auxiliares internos, dos ametralladoras minigun de 7,62 mm o de 12,7 mm servidas por dos tripulantes (o controladas por el piloto) y un gancho de carga con capacidad para 3600 kg. Para mejorar las operaciones de transporte aéreo y embarque, todos los HH-60G tienen palas de rotor plegables.
Las mejoras de combate Pave Hawk incluyen receptor de alerta radar, interferidor infrarrojo y un sistema dispensador de contramedidas flare/chaff. El equipo de rescate del HH-60G incluye un cabrestante capaz de elevar una carga de 270 kg desde una altura en estacionario de 60 m, y sistema de localización de personal. Una cantidad de Pave Hawk están equipados con un receptor de datos tácticos más allá del horizonte que es capaz de recibir información actualizada de misión casi en tiempo real.

### Helicóptero de reemplazo
En 1999, la USAF identificó una necesidad de un helicóptero con alcance, velocidad y espacio en cabina mejorados. Se completó un análisis de opciones en 2002 y se presupuestaron 141 aeronaves bajo el programa “vehículo de recuperación de personal” comenzado en 2004. En 2005, fue renombrado CSAR-X, significando búsqueda y rescate de combate. Sikorsky presentó el HH-92 Superhawk, Lockheed Martin el VH-71 Kestrel, y Boeing presentó el HH-47 Chinook. El HH-47 ganó la competición en noviembre de 2006, pero la misma fue cancelada tras las exitosas protestas de ambos competidores rivales. Se emitió una Solicitud de Propuestas (RFP) en 2007, pero fue recurrida de nuevo tras la recepción de las propuestas, provocando una segunda cancelación. En marzo de 2010, la USAF anunció un plan de recapitalización para cambiar su inventario de 99 aeronaves a 112 células, reemplazando gradualmente a sus avejentados HH-60G; también fue iniciado un plan secundario para reemplazar 13 HH-60 perdidos, 7 de los cuales se habían perdido en combate desde 2001. La USAF postergó los requerimientos secundarios de búsqueda y rescate en combate solicitando un helicóptero mayor. Se ofreció una versión basada en el UH-60M como reemplazo.
En el 22 de octubre de 2012, la USAF emitió una RFP para hasta 112 Helicópteros de Rescate en Combate (CRH) para reemplazar a los HH-60G en la misión principal de recuperación de personal en territorio hostil; otras misiones incluían búsqueda y rescate civil, ayuda en desastres, y evacuación médica y de heridos. Debía tener un radio de combate de 417 km, una carga de 680 kg, y espacio para hasta cuatro camillas. El AgustaWestland AW101 fue uno de los contendientes. En diciembre de 2012, los contendientes AgustaWestland, EADS, Boeing y Bell Helicopter se había retirado, protestando que la solicitud de propuestas favorecía a Sikorsky y que no recompensaba las capacidades que las aeronaves rivales. La USAF argumentó que la competición no fue escrita para favorecer a Sikorsky, y que los términos estaban claros, así como las capacidades que quería y que podía permitirse. Sikorsky fue el único licitador restante, con Lockheed Martin como subcontratista, proporcionando equipo de misión y de supervivencia electrónica. Sikorsky y la USAF evaluaron extensamente el propuesto CRH-60, una variante del helicóptero de Operaciones Especiales MH-60; el CRH-60 se diferenciaba del MH-60 por su mayor capacidad de carga y cabina, palas del rotor más anchas, y mejor capacidad de vuelo en estacionario.
En septiembre de 2013, la propuesta de presupuestos iniciales del año 2015 de la USAF habría cancelado el programa CRH debido a recortes presupuestarios, en lugar de conservar la flota de HH-60. El Congreso autorizó inyectar más de 300 millones de dólares al programa en el año 2014, siendo movidos 430 millones de otras áreas hasta el año fiscal 2019 para financiarlo. El 26 de junio de 2014, la USAF concedió a Sikorsky y Lockheed Martin un contrato de 1300 millones de dólares por las cuatro primeras aeronaves, con un total de 112 ejemplares a adquirir por un total de 7900 millones de dólares. Se van a entregar 5 unidades más en 2020 y la orden se completará en 2029. El 24 de noviembre de 2014, la Fuerza Aérea designó oficialmente al CRH derivado del UH-60M como HH-60W. Voló por primera vez el 17 de mayo de 2019.

### Componentes
Leyenda:  Estados Unidos

#### Electrónica
| Sistema      | País | Fabricante | Notas         |
| ------------ | ---- | ---------- | ------------- |
| Red de datos |      |            | MIL-STD-1553B |

#### Armamento
| Sistema                | País                      | Fabricante       | Notas                         |
| ---------------------- | ------------------------- | ---------------- | ----------------------------- |
| Ametralladora (opción) | Bandera de Estados Unidos | Dillon Aero      | 2 × M134D rotativo de 7,62 mm |
| Ametralladora (opción) | Bandera de Estados Unidos | General Dynamics | 2 × M2 Browning de 12,7 mm    |

#### Propulsión
| Sistema        | País                      | Fabricante       | Notas            |
| -------------- | ------------------------- | ---------------- | ---------------- |
| Motor (opción) | Bandera de Estados Unidos | General Electric | 2 × T700-GE-700  |
| Motor (opción) | Bandera de Estados Unidos | General Electric | 2 × T700-GE-701C |

## Historia operacional

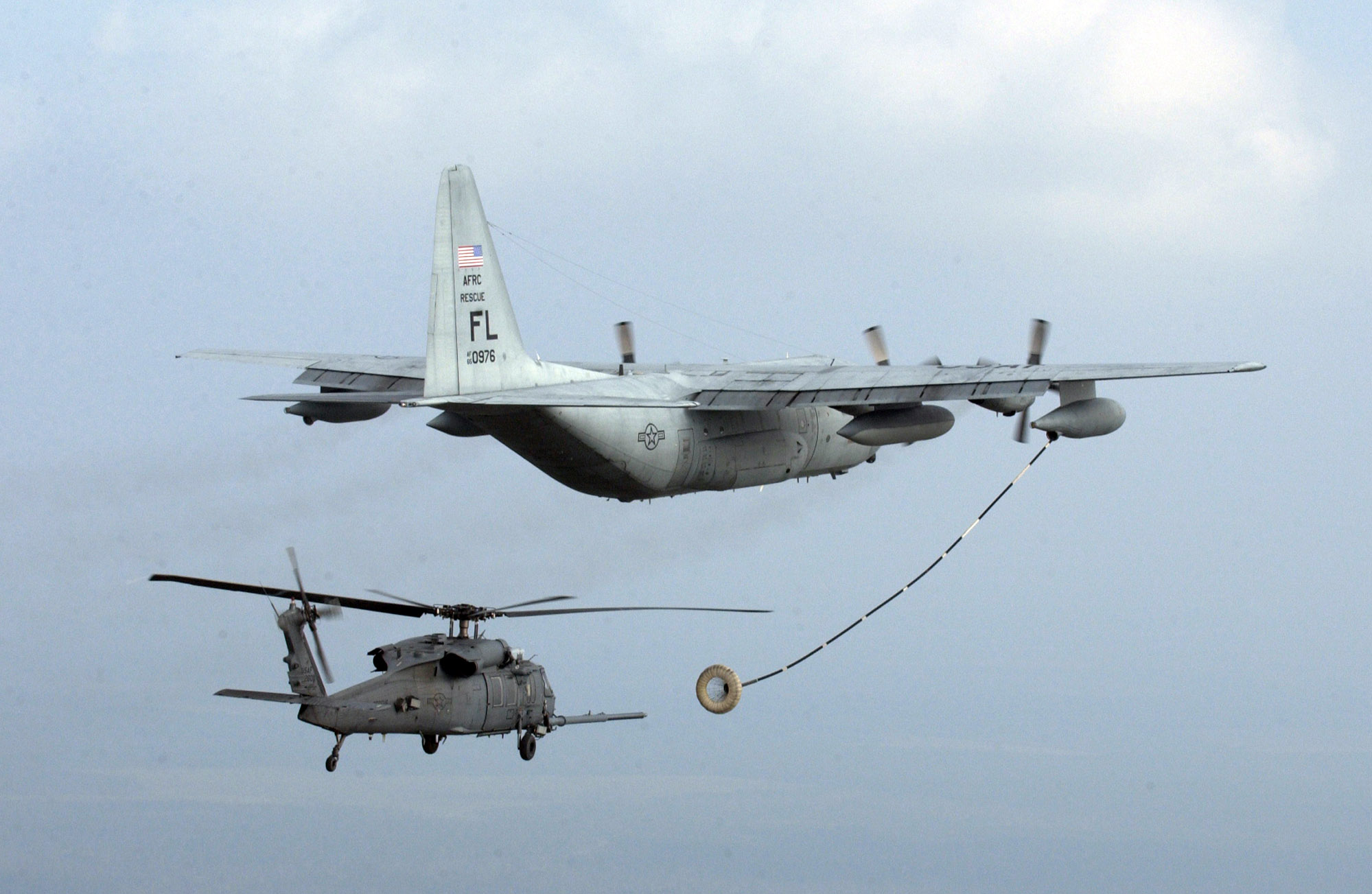
Un HH-60 a punto de reabastecerse desde un HC-130P.

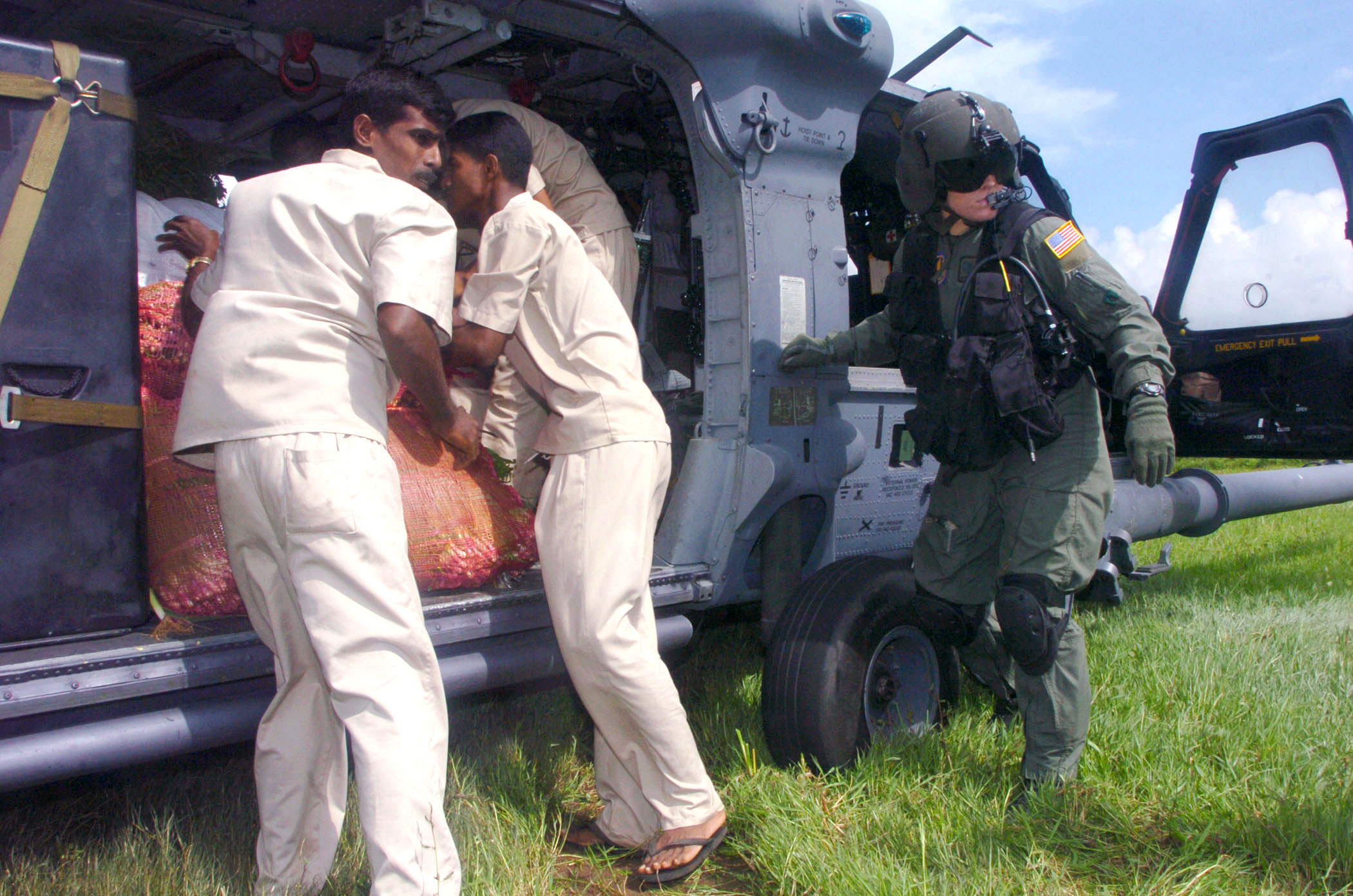
Voluntarios de Sri Lanka descargan vegetales desde un HH-60G durante una misión de la Operación Asistencia Unificada.

Desde 2015, el HH-60G Pave Hawk de la Fuerza Aérea estadounidense es operado por el Mando de Combate Aéreo (ACC), las Fuerzas Aéreas de Estados Unidos en Europa (USAFE), las Fuerzas Aéreas del Pacífico (PACAF), el Mando Aéreo de Formación y Entrenamiento (AETC), el Mando de la Reserva de la Fuerza Aérea (AFRC), y la Guardia Aérea Nacional (ANG). Una cantidad de HH-60G también es operada por el Mando de Material de la Fuerza Aérea (AFMC) con propósitos de realizar pruebas de vuelo.
Durante la Operación Tormenta del Desierto, Pave Hawk proporcionaron cobertura de búsqueda y rescate en combate para las Fuerzas Aéreas de la Coalición en el oeste de Irak, Arabia Saudí, la costa de Kuwait y el Golfo Pérsico. También proporcionaron cobertura de evacuación de emergencia para los equipos SEAL de la Armada de los Estados Unidos que se infiltraron por la cosa kuwaití antes de la invasión.
Todos los MH-60G fueron posteriormente despojados por el Mando de Operaciones Especiales de la Fuerza Aérea (AFSOC) en 1991. En esta época, la mayor parte de los MH-60G había sido designada como HH-60G y transferida a unidades del Mando Aéreo de Combate (ACC) y del Mando de la Reserva de la Fuerza Aérea, y de la Guardia Aérea Nacional.
Durante la Operación Fuerza Aliada, los Pave Hawk proporcionaron cobertura continua de búsqueda y rescate en combate para las Fuerzas Aéreas de la OTAN, y recuperaron exitosamente a dos pilotos de la Fuerza Aérea estadounidense que estaban aislados detrás de las líneas enemigas.
En marzo de 2000, tres Pave Hawk fueron desplegados a la base de la fuerza aérea Hoedspruit en Sudáfrica, para apoyar operaciones de ayuda internacional en inundaciones en Mozambique. Los HH-60G volaron 240 misiones en 17 días y entregaron más de 160 toneladas de suministros de ayuda humanitaria.
Los Pave Hawk de la Fuerza Aérea del teatro del Pacífico también participaron en un inmenso esfuerzo de ayuda humanitaria a principios de 2005 en Sri Lanka, para ayudar a las víctimas del tsunami. En el otoño de 2005, Pave Hawk de varios Mandos de la Fuerza Aérea participaron en operaciones de rescate de supervivientes del huracán Katrina, rescatando a miles de personas afectadas.
Los Pave Hawk fueron regularmente operados durante la Operación Libertad Iraquí, la Operación Nuevo Amanecer, y continuaron siendo operados en la Operación Libertad Duradera, apoyando las operaciones de combate terrestre del Ejército y del Cuerpo de Marines, y estando a la espera como apoyo de búsqueda y rescate de aeronaves de combate de ala fija estadounidenses y de la coalición que apoyaban estas operaciones terrestres.
El 15 de marzo de 2018, un HH-60G CSAR se estrelló cerca de la ciudad iraquí de Al-Kaim, muriendo los siete ocupantes. La Fuerza Aérea investiga el accidente.

## Variantes

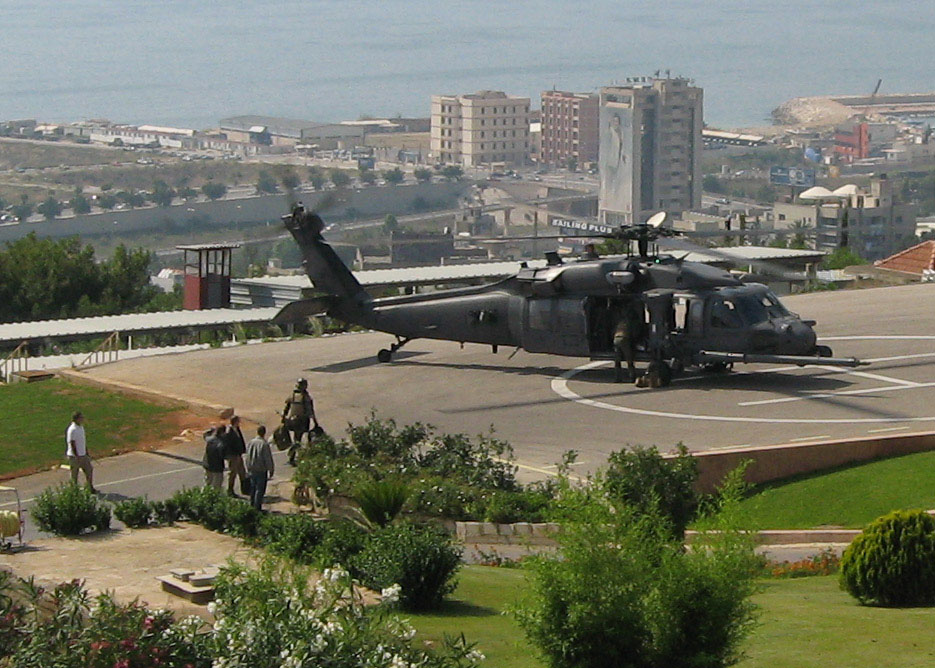
56th Rescue Squadron aterrizando en la Embajada de Estados Unidos en Beirut, Líbano, en 2008.

HH-60A
Prototipo del helicóptero de rescate HH-60D. Un UH-60A modificado diseñado principalmente para la búsqueda y rescate en combate. Está equipado con un cabrestante de rescate con 60 metros de cable que tiene capacidad de izar 270 kg, y una sonda de reabastecimiento en vuelo retráctil.
HH-60D Night Hawk
Prototipo de una variante de rescate en combate para la Fuerza Aérea estadounidense.
HH-60E
Variante propuesta de búsqueda y rescate para la Fuerza Aérea estadounidense.
HH-60G Pave Hawk
Helicóptero de búsqueda y rescate para la Fuerza Aérea estadounidense mejorado desde el UH-60A Credible Hawk.
MH-60G Pave Hawk
Modelo de Operaciones Especiales y búsqueda y rescate para la Fuerza Aérea estadounidense. Equipado con depósitos de combustible de largo alcance, capacidad de reaprovisionamiento aire-aire, FLIR, radar mejorado. Propulsado por motores T-700-GE-700/701.
Maplehawk
Versión propuesta de búsqueda y rescate para las Fuerzas Canadienses, para reemplazar sus vetustos CH-113 Labrador. Las Fuerzas Canadienses optaron en su lugar por el CH-149 Cormorant.
HH-60P Pave Hawk
Variante de búsqueda y rescate en combate del UH-60P, en servicio con la Fuerza Aérea de la República de Corea. Esta variante incluye sistema de depósitos externos y FLIR para operaciones nocturnas.
HH-60W
Variante de helicóptero de rescate en combate del UH-60M para la Fuerza Aérea estadounidense, para reemplazar al HH-60G.

## Operadores
Corea del Sur
- Fuerza Aérea de la República de Corea: opera helicópteros HH-60P.[31]

 Estados Unidos
- Fuerza Aérea de los Estados Unidos[31]

## Especificaciones (HH-60G)
Referencia datos: USAF 2008 Almanac USAF fact sheet,

### Características generales
- Tripulación: Cuatro (dos pilotos, dos tripulantes de misión/artilleros)
- Capacidad: Máx. 6 tripulantes, 8-12 soldados, más camillas u otra carga
- Longitud: 17,1 m
- Diámetro rotor principal: 14,1 m
- Altura: 5,1 m
- Peso vacío: 7260 kg
- Peso máximo al despegue: 9900 kg
- Planta motriz: 2× turboeje General Electric T700-GE-700/701C.
  - Potencia: 1220 kW (1940 shp) cada uno.

### Rendimiento
- Velocidad máxima operativa (Vno): 360 km/h
- Velocidad crucero (Vc): 294 km/h
- Alcance: 600 km (combustible interno), 818 km (con depósitos externos)
- Techo de vuelo: 4267 m (14 000 pies)

### Armamento
- Ametralladoras: 

  - 2x minigun de 7,62 mm o
  - 2x GAU-18/A de 12,7 mm

### Desarrollos relacionados
- Sikorsky S-70
- Sikorsky UH-60 Black Hawk
- Sikorsky SH-60 Seahawk
- Sikorsky HH-60 Jayhawk
- Sikorsky H-92 Superhawk

### Aeronaves similares
- Boeing MH-47E/G
- MH-53 Pave Low

### Secuencias de designación
- Secuencia S-_ (interna de Sikorsky): ← S-67 - S-68 - S-69 - S-70 - S-71 - S-72 - S-73 →
- Secuencia _H-_ (Helicópteros estadounidenses, 1962-presente): ← TH-57 - OH-58 - XH-59 - UH-60/SH-60/HH-60/MH-60 - YUH-61 - XCH-62 - YAH-63 →

### Listas relacionadas
- Anexo:Aeronaves de la Fuerza Aérea de los Estados Unidos (históricas y actuales)